# Toray Pan Pacific Open 2011
Il Toray Pan Pacific Open 2011 è stato un torneo di tennis giocato sul cemento. È stata la 36ª edizione del Toray Pan Pacific Open, che fa parte della categoria Premier nell'ambito del WTA Tour 2011. Si è giocatp al Ariake Coliseum di Tokyo, in Giappone, dal 25 settembre al 1º ottobre 2011.

## Partecipanti

### Teste di serie
| Giocatrice               | Nazionalità | Ranking* | Testa di serie |
| ------------------------ | ----------- | -------- | -------------- |
| Caroline Wozniacki       | Danimarca   | 1        | 1              |
| Marija Šarapova          | Russia      | 2        | 2              |
| Viktoryja Azaranka       | Bielorussia | 3        | 3              |
| Vera Zvonarëva           | Russia      | 4        | 4              |
| Petra Kvitová            | Rep. Ceca   | 6        | 5              |
| Samantha Stosur          | Australia   | 7        | 6              |
| Marion Bartoli           | Francia     | 10       | 7              |
| Jelena Janković          | Serbia      | 12       | 8              |
| Agnieszka Radwańska      | Polonia     | 13       | 9              |
| Serena Williams          | Stati Uniti | 14       | 10             |
| Peng Shuai               | Cina        | 15       | 11             |
| Anastasija Pavljučenkova | Russia      | 16       | 12             |
| Ana Ivanović             | Serbia      | 20       | 13             |
| Julia Görges             | Germania    | 21       | 14             |
| Dominika Cibulková       | Slovacchia  | 22       | 15             |
| Flavia Pennetta          | Italia      | 23       | 16             |

- Ranking al 19 di settembre 2011

### Altre partecipanti
Le seguenti giocatrici hanno ricevuto una wild card per il tabellone principale:
- Misaki Doi
- Kristýna Plíšková
- Laura Robson

Le seguenti giocatrici sono passate dalle qualificazioni:

- Angelique Kerber
- Coco Vandeweghe
- Urszula Radwańska
- Mandy Minella
- Jill Craybas
- Karolína Plíšková
- Anastasija Rodionova
- Erika Sema

## Campioni

### Singolare femminile
Agnieszka Radwańska ha sconfitto in finale  Vera Zvonarëva per 6–3, 6–2.
- È il sesto titolo in carriera per Radwanska, il secondo nel 2011.

### Doppio femminile
Liezel Huber /  Lisa Raymond hanno sconfitto in finale  Gisela Dulko /  Flavia Pennetta per 7–6(4), 0–6, [10–6].